# Station Kogenheim
Station Kogenheim is een spoorwegstation in de Franse gemeente Kogenheim. Het wordt bediend door treinen van de TER Grand-Est.